# 정액 키스

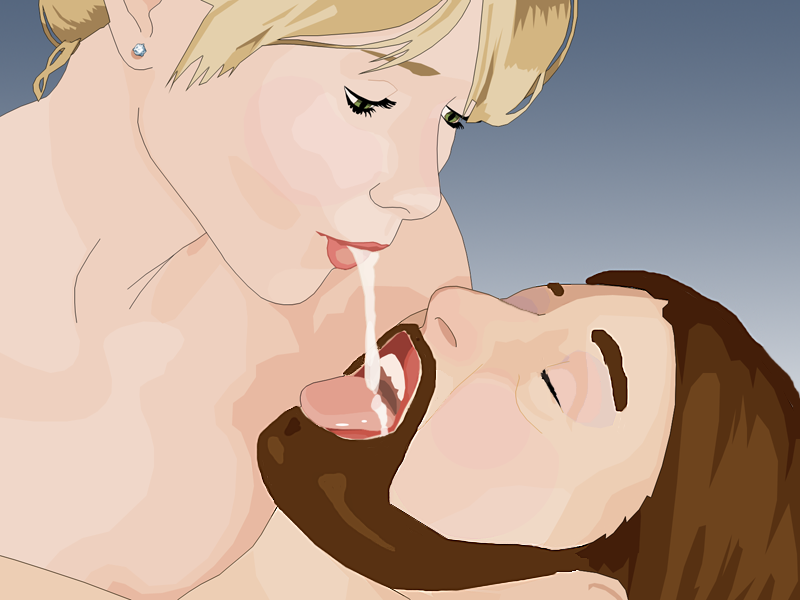
정액 키스

정액 키스(영어: snowballing)는 입 안에 정액을 넣은 채로 키스하는 행위이다. 본래 동성 간에 하는 행위였다.